# Montbarrois
Montbarrois là một xã trong tỉnh Loiret, vùng Centre-Val de Loire bắc trung bộ nước Pháp. Xã này nằm ở khu vực có diện tích 6,01 km², dân số năm 20006 là 250 người.